# Hadena subpicta
Hadena subpicta är en fjärilsart som beskrevs av William Schaus 1898. Hadena subpicta ingår i släktet Hadena och familjen nattflyn. Inga underarter finns listade i Catalogue of Life.